# Ed Sol
Johan Wilhelm Eduard „Ed” Sol (ur. 10 czerwca 1881 w Tjomas, zm. 21 października 1965 w Hadze) – piłkarz holenderski grający na pozycji pomocnika. W swojej karierze rozegrał 3 mecze w reprezentacji Holandii.

## Kariera klubowa
W swojej karierze piłkarskiej Sol grał w klubie HVV Den Haag. W sezonie 1906/1907 wywalczył z nim mistrzostwo Holandii.

## Kariera reprezentacyjna
W reprezentacji Holandii Sol zadebiutował 22 października 1908 roku w przegranym 0:4 meczu Igrzysk Olimpijskich w Londynie z Anglią. Na tych igrzyskach zdobył brązowy medal. Od 1908 do 1909 roku rozegrał w kadrze narodowej 3 mecze.